# Pit
Pit  (ピット Pitto?), även kallad Kid Icarus, är en fiktiv figur, och protagonisten i datorspelsserien Kid Icarus. Han framträdde första gången i Kid Icarus till Nintendo Entertainment System från 1986 och senare även i uppföljaren Kid Icarus: Of Myths and Monsters till Game Boy från 1991. Efter ett nästan 17-årigt uppehåll med endast cameos i olika spel återkom han 2008 med en förnyad design som en spelbar karaktär i Super Smash Bros. Brawl till Wii. Baserat på hans nya design släpptes det 2012 en tredje del i Kid Icarus-serien, Kid Icarus: Uprising till Nintendo 3DS.

## Framträdanden

### Spel
| Titel                             | Plattform                     | Lanseringsår | Noter                    |
| --------------------------------- | ----------------------------- | ------------ | ------------------------ |
| Kid Icarus                        | Nintendo Entertainment System | 1986         | Debutspel                |
| Tetris                            | Nintendo Entertainment System | 1989         | Cameo                    |
| F-1 Race                          | Game Boy                      | 1990         | Cameo                    |
| Kid Icarus: Of Myths and Monsters | Game Boy                      | 1991         |                          |
| Super Smash Bros. Melee           | Nintendo GameCube             | 2001         | Som trofé                |
| WarioWare: Twisted!               | Game Boy Advance              | 2004         | Medverkar i ett minispel |
| WarioWare: Smooth Moves           | Wii                           | 2006         | Medverkar i ett minispel |
| Super Smash Bros. Brawl           | Wii                           | 2008         | Spelbar karaktär         |
| Kid Icarus: Uprising              | Nintendo 3DS                  | 2012         |                          |

### Annan media
| Titel                      | Visningsår | Noter                                                                       |
| -------------------------- | ---------- | --------------------------------------------------------------------------- |
| Captain N: The Game Master | 1989-1991  | Pit, kallad "Kid Icarus", är en av huvudkaraktärerna                        |
| Kid Icarus 3D Anime        | 2012       | Består av Thanatos Rising, Medusa's Revenge och Palutena's Revolting Dinner |

## Fotnoter
1. ↑  Trailern till Kid Icarus: Uprising från E3 2010.
2. ↑  I Captain N: The Game Master.